# Shiinoa inauris
Shiinoa inauris är en kräftdjursart som beskrevs av R. Cressey 1975. Shiinoa inauris ingår i släktet Shiinoa och familjen Shiinoidae. Inga underarter finns listade i Catalogue of Life.